# Ludwig Binswanger
Ludwig Binswanger (Kreuzlingen, Thurgau kanton, 1881. április 13. – Kreuzlingen, 1966. február 5.) svájci pszichiáter, pszichoanalitikus, pszichológus. Az egzisztencialista pszichológia egyik úttörője. Azonos nevű nagyapja, Idősb. Ludwig Binswanger volt a kreuzlingeni „Bellevue Szanatórium” alapítója. Otto Binswanger, a Jénai Egyetem pszichológia professzora a nagybátyja volt. 
Őt tartják a fenomenológiai pszichológia egyik legnevezetesebb alakjának, aki nagy szerepet játszott abban, hogy Európában és Amerikában ismertté váljon a fogalom.

## Életpályája
Binswanger 1907-ben fejezte be orvosi tanulmányait a zürichi egyetemen. Együtt tanult és dolgozott korának olyan híres pszichiátereivel, mint Carl Gustav Jung, Eugene Bleuler és Sigmund Freud. Binswanger és Jung 1907-ben meglátogatták Freudot (ő idézett Binswanger nagybátyjának neuraszténiáról szóló munkájából is), akiről elismerően feljegyzi, hogy irtózik minden formaságtól és etikettől, valamint dicséri személyes vonzereje, egyszerűsége, nyitottsága és jósága miatt. Ők ketten életre szóló barátságot kötöttek: Freud Binswanger betegségét 1912-ben „kiváltképpen fájdalmasnak” tartotta, Binswanger pedig 1938-ban menedéket adott Freudnak Svájcban.
Binswanger tagja lett a korai „Freud csoportnak”, amelyet Jung vezetett Svájcban, de egész életében küzdött azzal, hogy megtalálja a pszichoanalízis helyét saját gondolatvilágában – a pszichoanalízisről és klinikai pszichológiáról 1921-ben írt cikke csak az egyik bizonyítéka ennek a harcnak.
Később hatással volt rá az egzisztencialista filozófia (különösen az első világháború után) Martin Heidegger, Edmund Husserl és Martin Buber művein keresztül, így végül kialakította saját egzisztencialista-fenomenológiai pszichológiáját.
1911 és 1956 között a kreuzlingeni szanatórium igazgatója volt.

## Hatása
Binswanger volt az első orvos, aki a pszichoterápiát egzisztencialista/fenomenológiai fogalmakkal ötvözte, amit 1942-ben megírt Grundformen und Erkenntnis menschlichen Daseins című könyvében fejtett ki. Az egzisztencialista elemzést empirikus tudománynak tartotta, ami az emberi lét egyéni sajátosságának antropológiai megközelítését foglalja magába.
Husserl életvilág fogalmát Binswanger a páciensei szubjektív élményeinek megértéséhez tartotta fontosnak, figyelembe véve, hogy a mentális betegségek esetében az alapvető szerkezet és a világban való lét közötti kapcsolatok módosulásaival nézünk szembe. Binswanger számára a mentális betegség magába foglalja a világ átalakítását – beleértve az idő, a tér, a testérzékelés és a szociális kapcsolatok megélésének változását is. Például ahol a pszichoanalitikus csupán „egy az anyához való túlzottan erős preödipális kötődést” lát, Binswanger rámutatna, hogy egy ilyen túlságosan erős gyermeki kötődés csak olyan előfeltétel megléte esetén lehetséges, ha a világ-konstrukció kizárólag összefüggéseken, kohézión, folytonosságon alapul.
Álom és egzisztencia (Traum und Existenz, 1930) című könyvében – amelyet Michel Foucault fordított németről franciára és a bevezetőt is ő írta hozzá – hasonló módon hangsúlyozza annak szükségességét, hogy az álom manifeszt tartalmában elmerüljünk – ami túlzottan háttérbe szorult, mióta Freud új korszakot teremtett a látens álomtartalom fogalmának bevezetésével. Binswanger elméletét Eugène Minkowski tette ismertté Franciaországban, befolyásolva ezáltal többek között Jacques Lacan korai tevékenységét.
Egzisztencializmusról szóló tanulmányának leghíresebb alanya Ellen West volt, egy mélyen zaklatott páciens, akinek esettanulmányát az Existence 1958-as kötetében angolra is lefordították. Binswanger szkizofréniát diagnosztizált nála, és esetét Schizophrenie című könyvében ismertette. Viszont kevés korabeli pszichiáter fogadta el ezt a diagnózist, és az anorexia nervosa sem állta meg a helyét. Ellen West kivételes kényszert érzett a fogyásra, de mivel rendkívül túlsúlyos volt, ez aligha volt beteges igyekezet.
Mivel átvette a dialógus fontosságát Bubertől, Binswangert a terápia interszubjektív megközelítésének előfutáraként is számon tartják. Emellett a kölcsönös elismerés fontosságát is hangsúlyozta, például a Herbert Rosenfeld által leírt destruktív nárcizmus intimitáskerülésével szemben.

## Kritika
R. D. Laing bírálta  Binswanger fenomenológiáját, Fritz Perls pedig nehezményezte, hogy Binswanger terápiája túl nagy mértékben támaszkodik a pszichoanalízisre.

## Kötetei magyar közkönyvtárakban
Német nyelven és német kiadásokban kerültek be köteteiből a magyar közkönyvtárakba, köztük:
- Wandlungen in der Auffassung und Deutung des Traumes von den Griechen bis zur Gegenwart. (Berlin, 1928)
- Grundformen und Erkenntnis menschlichen Daseins. (Zürich, 1942)
- Erinnerungen an Sigmund Freud. (Bern, 1956)

## Fordítás
- Ez a szócikk részben vagy egészben a Ludwig Binswanger című angol Wikipédia-szócikk fordításán alapul.  Az eredeti cikk szerkesztőit annak laptörténete sorolja fel. Ez a jelzés csupán a megfogalmazás eredetét és a szerzői jogokat jelzi, nem szolgál a cikkben szereplő információk forrásmegjelöléseként.